# Récoltes et Semailles
Cet article possède un paronyme, voir Les Semailles et les Moissons.
Récoltes et Semailles, sous-titré « Réflexions et témoignage sur un passé de mathématicien », est un texte du mathématicien Alexandre Grothendieck écrit entre juin 1983 et avril 1986.

## Présentation
Grothendieck y passe en revue son œuvre mathématique et y analyse le milieu des mathématiques, avec un regard parfois très critique. Ce texte constitue la trace d'une longue méditation que Grothendieck mena, durant plusieurs années, sur les mathématiques et sur les relations qu'il tissa avec ses collègues et ses élèves.

## Éditions
L’édition française de ce texte, disponible sur internet, est publiée par Gallimard dans la collection « Tel » en janvier 2022 (dépôt légal 2021) ; 2 vol.  (ISBN 978-2-07-295912-7 et 978-2-07-288980-6).
Une édition augmentée paraît, toujours chez Gallimard, en 2023 ; éd. complète :  (ISBN 978-2-07-300483-3) - vol. 1 : (ISBN 978-2-07-300477-2) - vol. 2 :  (ISBN 978-2-07-300478-9). 

### Radio
- « Alexandre Grothendieck, légende rebelle des mathématiques », France Culture, série en 5 épisodes dans Une grande traversée de Marie Durrieu, août 2024.